# Bill Sutherland (Physiker)
Bill Sutherland (* 14. September 1943 in Sedalia, Missouri) ist ein US-amerikanischer theoretischer Physiker.
Sutherland studierte an der Washington University in St. Louis mit dem Bachelor-Abschluss 1963 und an der  State University of New York at Stony Brook, an der er 1965 seinen Master-Abschluss erhielt und 1968 bei C. N. Yang promoviert wurde. Als Post-Doktorand war er an der University of California, Berkeley. 1971 bis zur Emeritierung 2004 war er Professor an der University of Utah mit voller Professur seit 1982.
Er befasste sich mit exakt lösbaren Modellen in der statistischen Mechanik und quantenmechanischen Vielteilchentheorie. Das exakt lösbare Calogero-Moser-Sutherland-Modell (zusätzlich nach Jürgen Moser und Francesco Calogero benannt) ist ein eindimensionales Vielteilchensystem mit abstoßenden Coulombkräften zwischen den Teilchen.
1967 verallgemeinerte er die Lösung von Elliott Lieb für das Sechs-Vertex-Modell und 1970 behandelte er das Acht-Vertex-Modell. Beides sind zweidimensionale Gittermodelle. Das Sechs-Vertex-Modell wurde ursprünglich zur Modellierung thermodynamischer Eigenschaft von Wassereis eingeführt, das Acht-Vertex-Modell ist eine Erweiterung davon ohne die Restriktionen des Eis-Modells.
Für 2019 erhielt er den Dannie-Heineman-Preis für mathematische Physik mit Francesco Calogero und Michel Gaudin. Er ist Fellow der American Physical Society.

## Schriften (Auswahl)
- Exact results for a quantum many-body problem in one dimension, 2 Teile, Phys. Rev. A, Band 4, 1971, S.  2019–2021, Band 5, 1972, S. 1372–1376
- Beautiful Models. 70 years of exactly solved quantum many-body problems, World Scientific 2004